# Édouard Drumont
Édouard Adolphe Drumont (Parigi, 3 maggio 1844 – Parigi, 5 febbraio 1917) è stato uno scrittore e giornalista francese, deputato al Parlamento francese del Dipartimento di Algeri.

## Biografia
Fondò la Lega Antisemitica di Francia nel 1889 e fu il fondatore ed editore del giornale La Libre Parole.

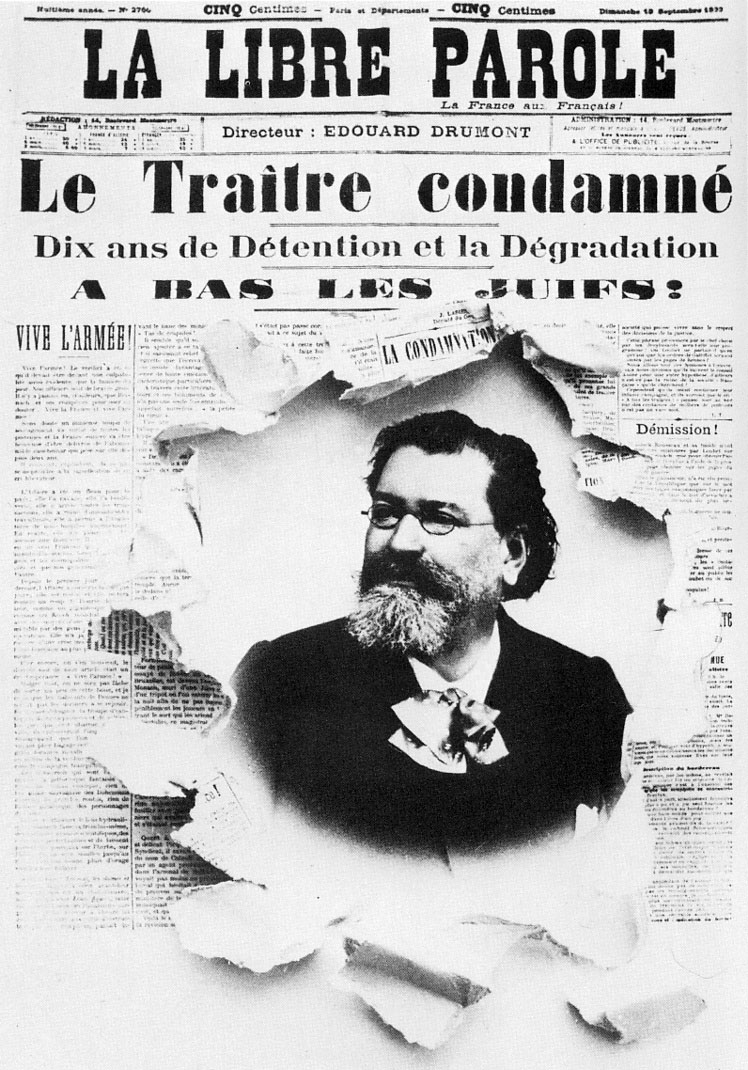
Édouard Drumont, collage con il giornale antisemita che ha fondato, La Libre Parole del 10 settembre 1899. I titoli: Il traditore condannato, dieci anni di detenzione e degradazione, Abbasso gli ebrei!

Drumont nacque a Parigi il 3 maggio 1844 da una famiglia di decoratori di porcellane di Lilla. All'età di diciassette anni suo padre morì e lui lasciò la famiglia per guadagnarsi il proprio sostentamento.
Fu dapprima al servizio del governo, ma più tardi divenne un collaboratore editoriale e fu autore di numerose opere varie, tra le quali Mon vieux Paris (1879) fu premiato dall'Académie française.
Il libro di Drumont del 1886 La France Juive (La Francia giudaica) attaccò il ruolo degli ebrei in Francia e sostenne la loro esclusione dalla società. Nel 1892 Drumont fondò il giornale La Libre Parole, che divenne la piattaforma per un virulento antisemitismo.
Dal 1898 al 1902 Édouard Drumont rappresentò il Dipartimento di Algeri nella Camera dei deputati della Terza Repubblica. Fu citato in giudizio per aver accusato un deputato parlamentare di aver preso una tangente dal famoso banchiere ebreo Édouard Alphonse James de Rothschild per far passare un atto legislativo voluto dal banchiere. Drumont attrasse molti sostenitori e fu una delle fonti primarie di idee antisemite che in seguito sarebbero state abbracciate dal Nazismo. Sfruttò lo Scandalo di Panama e ha raggiunto l'apice della sua notorietà nel corso dell'Affare Dreyfus, nel quale fu il più strenuo accusatore di Alfred Dreyfus.
Per i suoi articoli anti-Panama, Drumont venne condannato a tre mesi di reclusione. Nel 1893 si candidò senza successo in rappresentanza di Amiens; l'anno successivo si ritirò a Bruxelles. L'affare Dreyfus lo aiutò a ritrovare la popolarità e nel 1898 tornò in Francia e venne eletto deputato per il primo dipartimento di Algeri, ma fu sconfitto come candidato per la rielezione nel 1902.
Essendo superstizioso, Drumont portava una radice di mandragora con lui, e attaccò Georges Boulanger basandosi sulla chiromanzia.

## Opere
- Mon vieux Paris, 1878 articolo su Gallica
- Les Fêtes nationales à Paris, 1878
- Le Dernier des Trémolin, 1879
- Papiers inédits du Duc de Saint-Simon, 1880
- La mort de Louis XIV, 1880
- La France Juive, 1886, riedizione 1986 Éditions du Trident.
- La France Juive devant l'opinion, 1886
- La Fin d'un monde, 1889
- La Dernière Bataille, 1890
- Le Testament d'un antisémite, 1891
- Le Secret de Fourmies, 1892 disponibile su Gallica
- De l'or, de la boue, du sang-Du Panama á l'anarchie, 1896
- Mon vieux Paris Deuxième Série, 1897
- La tyrannie maçonnique, 1899
- Les juifs contre la France, 1899 - Les Juifs et l'affaire Dreyfus
- Les Tréteaux du succès, figures de bronze ou statues de neige, 1900
- Les Tréteaux du succès, Les héros et les pitres, 1900
- Le peuple juif, 1900
- Vieux portraits, vieux cadres, 1903
- Sur le chemin de la vie (souvenirs) 1914